# سسیل رودز
سسیل رودز، (به انگلیسی: Cecil Rhodes) بازرگان و سیاستمدار بریتانیایی در جنوب آفریقا بود که یکی از مشهورترین حامیان سیاستهای استعمارگرانهٔ بریتانیا به‌شمار می‌رفت.

## زندگی
سسیل رودز در سال ۱۸۵۳ در هرتفوردشر انگلستان، متولد گردید. او پنجمین فرزند خانواده بود. به علت بیماری آسم او، خانوادهٔ وی، او را به آفریقا فرستادند چرا که عقیده داشتند، هوای گرم آنجا به بهبود او کمک خواهد کرد.
او مؤسس شرکت الماس د بیرز می‌باشد که امروزه بیش از ۴۰ درصد از سهم بازار الماس جهان را به خود اختصاص داده‌است.
رودز همچنین به عنوان مؤسس کشور رودزیا شناخته می‌شود که بعدها به دو کشور رودزیای شمالی و جنوبی تقسیم شد و امروزه آنها را با نام‌های زیمبابوه و زامبیا می‌شناسیم.
دانشگاه رودز در آفریقای جنوبی نیز به نام او نامگذاری شده‌است.